# Landen (Ohio)
Landen é um lugar designado pelo censo localizado no condado de Warren no estado estadounidense de Ohio. No Censo de 2010 tinha uma população de 6.782 habitantes e uma densidade populacional de 1.235,75 pessoas por km².

## Geografia
Landen encontra-se localizado nas coordenadas 39° 18′ 57″ N, 84° 16′ 34″ O. Segundo o Departamento do Censo dos Estados Unidos, Landen tem uma superfície total de 5.49 km², da qual 5.25 km² correspondem a terra firme e (4.29%) 0.24 km² é água.

## Demografia
Segundo o censo de 2010, tinha 6.782 habitantes residindo em Landen. A densidade populacional era de 1.235,75 hab./km². Dos 6.782 habitantes, Landen estava composto pelo 94.21% brancos, o 1.8% eram afroamericanos, o 0.13% eram amerindios, o 1.65% eram asiáticos, o 0.1% eram insulares do Pacífico, o 0.35% eram de outras raças e o 1.75% pertenciam a duas ou mais raças. Do total da população o 2.57% eram hispanos ou latinos de qualquer raça.